# Pfeiffera
Pfeiffera, rod epifitnih i epilitskih kaktusa iz Južne Amerike.
Na popisu postoji 7 vrsta.

## Vrste
1. Pfeiffera asuntapatensis (M.Kessler, Ibisch & Barthlott) Ralf Bauer
2. Pfeiffera boliviana (Britton ex Rusby) D.R.Hunt
3. Pfeiffera crenata (Britton) P.V.Heath
4. Pfeiffera ianthothele (Monv.) F.A.C.Weber
5. Pfeiffera miyagawae Barthlott & Rauh
6. Pfeiffera monacantha (Griseb.) P.V.Heath
7. Pfeiffera paranganiensis (Cárdenas) P.V.Heath